# 莫利 (西約克郡)
莫利（Morley）是英格兰西约克郡利茲市都会区的一个集镇和民政教区，是利兹市仅次于利兹本身的最大城镇，距离利兹市中心西南部大约5英里（8）。其城镇人口超过四万，民政教区人口近三万。

## 历史
1086年末日审判书中已提到莫利，当时名叫Morelege 、 Morelei和Moreleia 。其名的意思是“沼泽旁的空地”，源自古英语“mōr”（沼泽） “和“lēah ”（空地）。
该镇因纺织业而闻名，在19世纪是西约克郡重要的羊毛布料产区（Heavy Woollen District）。